# Olympische Sommerspiele 1904/Schwimmen – 440 Yards Freistil (Männer)
Der Schwimmwettkampf über 440 Yards (402,34 m) Freistil der Männer bei den Olympischen Spielen 1904 in St. Louis wurde am 7. September 1904 ausgetragen. Es war die erste und bis heute einzige Austragung des Wettbewerbs. Austragungsort war der Life Saving Exhibition Lake.
Bei diesem Wettkampf ist nicht bekannt, ob Vorläufe stattfanden. Nur vier Teilnehmer sind namentlich bekannt. Zurückzulegen waren vier Längen zu 110 Yards.

## Ergebnisse
| Rang | Athlet          | Nation             | Zeit       | Anm. |
| ---- | --------------- | ------------------ | ---------- | ---- |
| 1    | Charles Daniels | Vereinigte Staaten | 6:16,2 min | OR   |
| 2    | Francis Gailey  | Australien         | 6:22,0 min |      |
| 3    | Otto Wahle      | Österreich         | 6:39,0 min |      |
| 4    | Leo Goodwin     | Vereinigte Staaten | unbekannt  |      |